# NeoOffice
NeoOffice — офисный пакет с открытым исходным кодом, для компьютеров на операционной системе OS X от Apple. Проект был создан с целью портировать программный код OpenOffice.org на OS X без использования графической среды X11.app. 
В офисный пакет NeoOffice входят следующие программы: текстовый редактор, редактор электронных таблиц, программа подготовки презентаций, графический редактор, программа для создания баз данных и редактор формул.
По состоянию на декабрь 2023 года, проект неактивен. В качестве замены, пользователям рекомендуется использовать LibreOffice.

## История
Версии OpenOffice.org для OS X до 3.0 не имели собственного интерфейса OS X, они требовали установленного X11.app или XDarwin.
NeoOffice 3.1.1 основана на OpenOffice.org 3.1.1, хотя последние версии содержат исправления из LibreOffice и Apache OpenOffice.
В 2013 году NeoOffice перешёл на коммерческую модель распространения через Mac App Store. По состоянию на 2016 год, исходный код по-прежнему доступен бесплатно, но программный пакет доступен только при покупке коммерческой лицензии.
NeoOffice можно бесплатно загрузить из магазина приложений Apple.

Хронология ответвлений StarOffice. NeoOffice показан фиолетовым цветом